# Обучение
Обучението е процес, който подготвя човек или група хора за длъжност в определен бъдещ момент. Придобиването на знания, умения и компетенции става в резултат на преподаване на професионални или практически умения и знания, които се отнасят до конкретни полезни компетенции. Обучението има конкретни цели за подобряване на възможностите, капацитета, производителността и ефективността на обучаващите се.

## Виж още
- Учител
- Лектор
- Лекция
- Аула
- Военна академия